# Радіотелескоп Уті
Радіотелескоп Уті (англ. Ooty Radio Telescope, ORT) розташований у Мутораї поблизу Уті, у південноіндійському штаті Тамілнад. Він належить Національному центру радіоастрофізики Інституту фундаментальних досліджень Тата, який фінансується урядом Індії через Департамент атомної енергії. Радіотелескоп являє собою циліндричну параболічну антену 530 м завдовжки та 30 м заввишки. Він працює на частоті 326,5 МГц з максимальною смугою пропускання 15 МГц.

## Конструкція

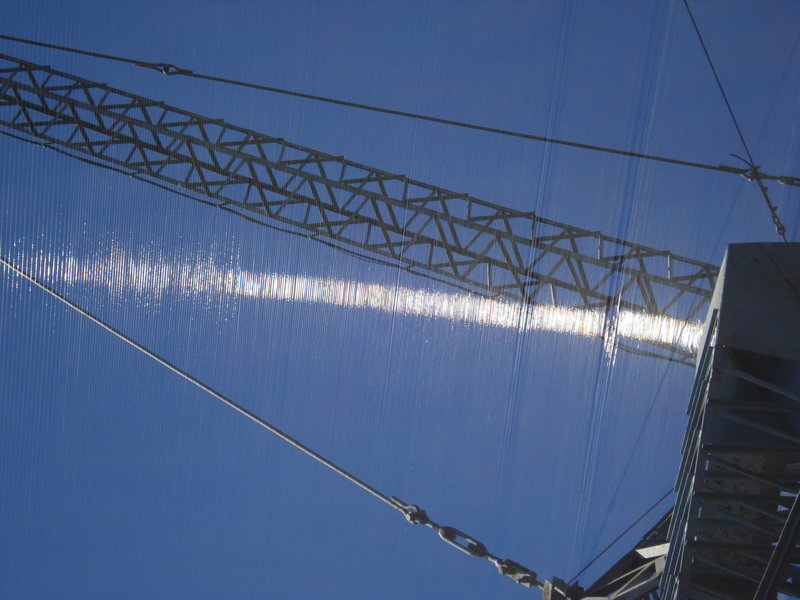
Дроти з нержавіючої сталі, які утворюють параболічний відбивач

Радіотелескоп Уті був розроблений і виготовлений за Індією с самотужки, без залучення закордонних технологій. Він був завершений у 1970 році і продовжує залишатися одним із найчутливіших радіотелескопів у світі.
Відбивна поверхня телескопа складається з 1100 тонких дротів з нержавіючої сталі, які йдуть паралельно один одному по всій довжині циліндра і спираються на 24 керовані параболічні рами.
Масив із 1056 напівхвильових диполів перед 90-градусним кутовим відбивачем утворює основний фідер телескопа. Телескоп має кутову роздільну здатність 2,3 градуса х 5,5 секунди.

## Історія
Конструкція радіотелескопа була розроблена в липні 1963 року. Місцем будівництва обрали село Муторай поблизу Уті, і будівельні роботи почалися в 1965 році. Телескоп був завершений у 1970 році. Нормальне використання після введення в експлуатацію та калібрування почалося в 1971 році.
Радіотелескоп Уті було модернізовано в 1992 році шляхом додавання фазованої решітки з 1056 фідерних диполів, кожен з яких мав власний малошумовий підсилювач. Нові фідери були встановлені вздовж фокусної лінії широкого параболічного циліндричного відбивача 530 м завдовжки та 30 м заввишки. Ці нові фідери втричі покращили чутливість телескопа. Висока чутливість системи живлення та велика збиральна площа антени дозволяли ефективно досліджувати такі астрофізичні явища, як пульсари, сонячний вітер, рекомбінаційні лінії, протогалактики, а також об'єкти Сонячної системи.
Станом на 2017, телескоп проходив масштабну модернізацію приймачів, результатом якої мала стати нова система під назвою Широкопольний масив Уті (Ooty Wide Field Array, OWFA). Широкопольний масив Уті спроєктовано як інтерферометричну мережу з 264 елементів, яка забезпечує значно більшу миттєву смугу пропускання та кут огляду порівняно з попередньою системою приймача Радіотелескопа Уті. Ця модернізація значно покращить можливості радіотелескопа для досліджень геліосфери. Крім того, очікується, що ця модернізація відкриє нові напрями досліджень, зокрема в галузі картографії інтенсивності на довжині хвилі нейтрального водню 21 см та дослідження транзієнтних радіоджерел.

## Особливості
Великі розміри телескопа забезпечують йому високу чутливість. Наприклад, він теоретично здатний виявляти сигнали від радіостанції потужністю 1 Вт, розташованої далеко в космосі на відстані 10 млн км від Землі. Телескоп розташований на природному схилі з нахилом 11°, що відповідає широті місця розташування. Це забезпечує телескопу екваторіальне розташування, що дозволяє відстежувати небесні джерела протягом десяти годин у напрямку схід-захід. У напрямку північ-південь телескоп працює як фазована решітка і керується зміною фази приймачів.
Телескоп може працювати в режимі повної потужності або кореляції. У кожному режимі формується 12 пучків: промінь 1 — крайній з півдня, а промінь 12 — крайній з півночі. Ці 12-променеві системи корисні для огляду неба. Нещодавно було відремонтовано відбивну поверхню Радіотелескопа Уті. Співробітники Дослідницького інституту Рамана з Бангалуру створили нову цифрову приймальну апаратуру для телескопа.

## Спостереження
Радіотелескоп Уті опублікував результати щодо радіогалактик, квазарів, наднових зір і пульсарів. Одна довгострокова програма визначила кутову структуру кількох сотень віддалених радіогалактик і квазарів за допомогою методу покриття Місяцем.
Застосування цієї бази даних до спостережної космології надало незалежні докази проти теорії стаціонарного Всесвіту та підтвердило модель Великого вибуху.
Зараз телескоп використовується в основному для спостереження міжпланетного мерехтіння, яке може надати цінну інформацію про сонячний вітер і магнітні бурі, які впливають на навколоземне середовище. Спостереження міжпланетного мерехтіння надають дані для розуміння змін космічної погоди та її передбачуваності.

## Поточні проєкти
- Спостереження міжпланетного мерехтіння[29], отримані за допомогою радіотелескопа Уті на великій кількості радіоджерел, дозволяють визначати денні зміни швидкості сонячного вітру та досліджувати турбулентність у внутрішній геліосфері[30][31].
- Таймінг пульсарів[11].
- Спостереження спектральних ліній[16].